# هربرت الکساندر سایمون
هربرت الکساندر سایمون (به انگلیسی: Herbert Alexander Simon) سیاستمدار، جامعه‌شناس، روانشناس، اقتصاددان و دانشمند اهل آمریکا و استاد دانشگاه کارنگی ملون بود که تحقیقات زیادی بر روی مدیریت، فلسفه علوم، اقتصاد، علوم رایانه‌ای. انجام داد. او یکی از تأثیرگذارترین دانشمندان علوم اجتماعی در قرن بیستم بود. به‌طور خاص، سایمون از پیشگامان حوزه‌های مدرنی از جمله هوش مصنوعی، پردازش اطلاعات، تصمیم‌گیری، حل مسئله، نظریه سازمانی و سامانه‌های پیچیده بود.
او کتاب رفتار سازمانی خود را که بر اساس رساله اش بود، برای اولین با در سال ۱۹۴۷ منتشر و طی سال‌ها نسخه‌های به روز شده آن را نیز ارائه داد. سایمون در این کتاب اذعان می‌دارد که عوامل متعددی بر تصمیم‌گیری تأثیرگذار است و یک تصمیم سازمانی اداری باید عملیاتی، صحیح و کارآمد باشد و باید با مجموعه‌ای از ابزارهای هماهنگ در نظر گرفته شود. سایمون متوجه شد که نظریهٔ مدیریت عمدتاً نظریه تصمیم‌گیری انسان است و به همین علت باید بر اساس علوم اقتصاد و روانشناسی باشد.

## پیشگام در علم امروز
سایمون یکی از پیشگامان بسیاری از حوزه‌های مهم علمی امروز است، از جمله هوش مصنوعی، پردازش اطلاعات، تصمیم‌گیری، حل مسئله، نظریه سازمان، سیستم‌های پیچیده و شبیه‌سازی کامپیوتری از کشف علمی.

## جوایز دریافتی
سایمون جوایز ارزشمند بسیاری دریافت کرد. در سال ۱۹۷۸ جایزه به یاد ماندنی نوبل در اقتصاد را به خاطر پیشرو بودن وی در تحقیقات تصمیم‌گیری در سازمان‌های اقتصادی و جایزه تورینگ را در سال ۱۹۷۵ کسب کرد. همچنین مدال ملی علوم در سال ۱۹۸۶ چند نمونه از جوایز ارزشمند وی می‌باشند.
او همچنین مدارج افتخاری از دانشگاه‌های مختلف از جمله از دانشگاه هاروارد دریافت کرد. از سال ۲۰۱۶، سایمون یکی از پیشروترین فرد در هوش مصنوعی، روان‌شناسی شناختی و علوم رایانه در Google Scholar بود. با انتشار نشریات بسیار در موضوعات مورد اشاره، او یکی از تأثیرگذارترین دانشمندان علوم اجتماعی قرن بیستم بود.